# 蒋安岭窑址
蒋安岭窑址，位于中国广西壮族自治区全州县永岁公社永安大队、罗家湾大队，为一个省级文物保护单位，类型为古遗址，为第二批广西壮族自治区文物保护单位，公布时间为1981年8月25日。
蒋安岭窑址的历史年代为唐～清。